# Gebieder
De rang van gebieder ("Duits: Gebieter"), komt alleen voor in de Orde van het Witte Hert van Sint Hubertus die in de 19e en vroege 20e eeuw in Pruisen bloeide.
Soeverein ·
Grootmeester ·
Kanselier ·
Kapittel ·
Grootprior ·
Baljuw ·
Heraut ·
Wapenkoning ·
Ordeketen ·
Bijzondere Klasse ·
Grootkruis ·
Grootlint ·
Grootofficier ·
Commandeur ·
Officier ·
Ridder Grootkruis van Eer en Devotie ·
Rechtsridder ·
Ridder van Obediëntie ·
Ridder van Eer en Devotie ·
Ridder van Gratie en Devotie ·
Ridder van Magistrale Gratie ·
Eredame ·
Dame ·
Ridder ·
Lid ·
Expectant ·  
Medaille